# The Brick Moon
The Brick Moon is een kort verhaal geschreven door Edward Everett Hale, in episodes gepubliceerd in The Atlantic Monthly, beginnend in 1869. Het is een speculatief fictiewerk, waar voor het eerst een kunstmatige satelliet werd omschreven.

## Inhoud
The Brick Moon is geschreven als een dagboek. Het gaat over de bouw en lancering van een ruimtestation. Het ruimtestation is gebouwd uit bakstenen, en heeft een diameter van 200 voet. Het was bedoeld als hulp bij navigatie op zee, maar per ongeluk werd het gelanceerd met mensen aan boord. Dit was de eerste fictieve omschrijving van een ruimtestation.